# Діалог про дві системи світу

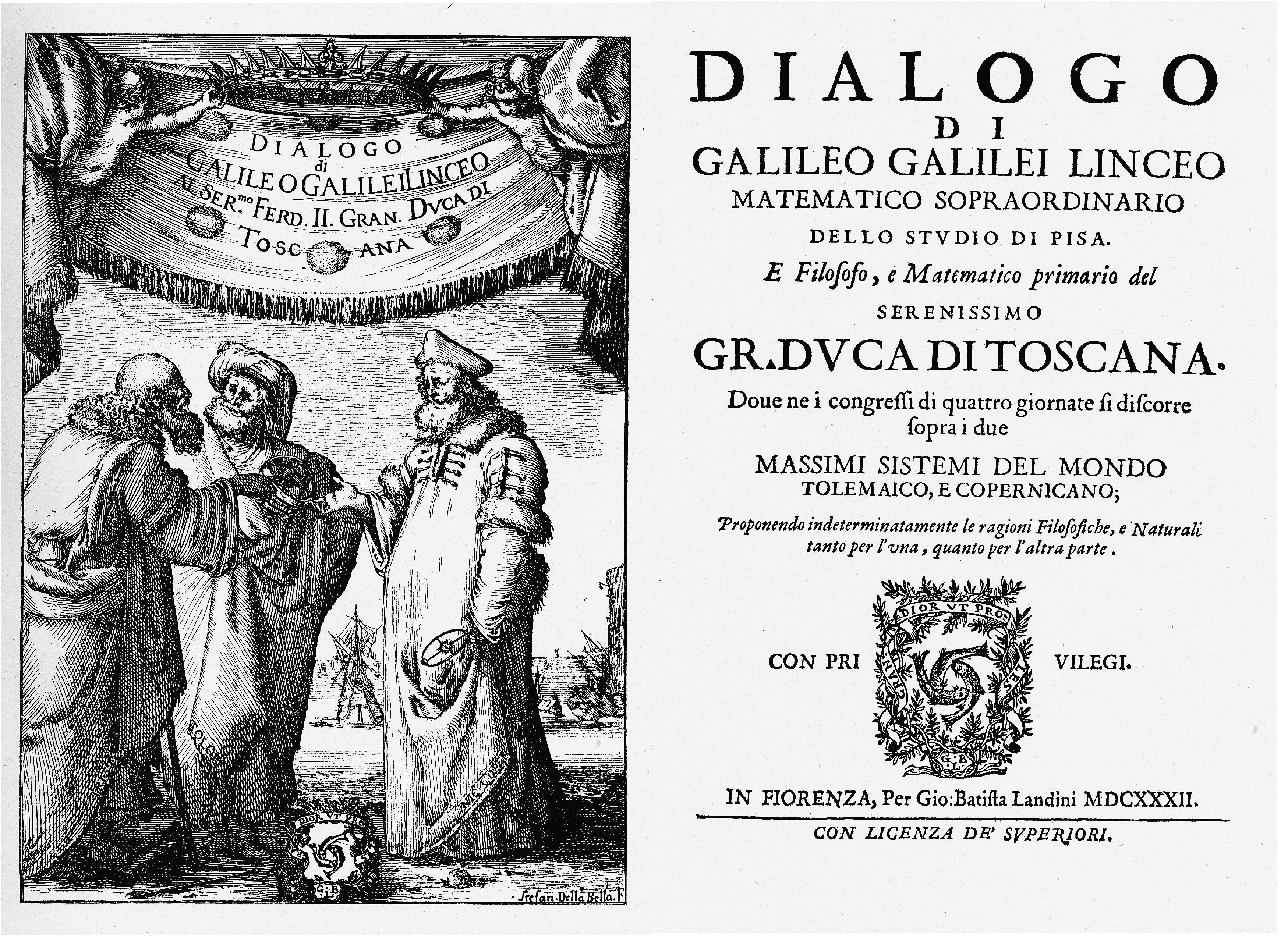
Фронтиспіс і титульна сторінка першого видання

«Діало́г про дві найголовні́ші систе́ми сві́ту» (італ. «Dialogo sopra i due massimi sistemi del mondo», лат. «Systema cosmicum») — книга Галілео Галілея, опублікована 1632 року, яка порівнює геліоцентричну систему Миколая Коперника та геоцентричну систему Клавдія Птолемея. Книга підбиває підсумок майже 30 рокам наукової роботи Галілея і становить одну з ключових віх у коперниківській революції.
Книга написана як платонівський діалог між трьома любителями науки: коперниканцем Сальвіаті, нейтральним учасником Сагредо і «простаком» Сімплічіо, який цитує застарілі постулати Арістотеля і Птолемея. Автор утримується від суджень про те, яка система світобудови істинна — геоцентрична чи геліоцентрична, але вкладені в уста Сальвіаті аргументи на користь останньої говорять самі за себе.
Книга була присвячена покровителю Галілея, Фердинандо II Медічі, великому герцогу Тосканському, який отримав перший надрукований примірник 22 лютого 1632 року. Написана італійською мовою, а 1635 року була перекладена латиною Маттіасом Бернеггером під назвою «Космічна система» (лат. «Systema cosmicum»). Видана у Флоренції з формального дозволу інквізиції. У 1633 році Галілея за цю книгу звинуватили в єресі, після чого книгу занесли до Індексу заборонених книг, де вона залишалась до 1835 року. Після цього без формально оголошеної заборони в католицьких країнах заборонили публікувати й будь-які інші твори Галілея.

## Історія
По завершенні в березні 1630 року книгу представлено на розгляд папського цензора Ріккарді. Марно прочекавши рішення протягом цілого року, Галілей викреслив із трактату найсміливіші пасажі, надіслав йому вступне слово про свій намір розвінчати «помилки коперніканців» і переслав рукопис до Флоренції цензору великого герцога Тосканського. У такому вигляді рукопис пройшов цензуру інквізиції (влітку 1631 року).
Один з перших примірників книги Галілей підніс 22 лютого 1632 своєму покровителю Фердинандо II Медічі. Ще тридцять примірників він розіслав видним прелатам, які сприйняли такий подарунок з подивом. На відміну від більшості наукових трактатів XVII століття, книга була написана не науковою латиною, а загальнодоступною італійською мовою, що посилювало її «підривний» ефект: із крамольними поглядами Коперника відтепер могли ознайомитися всі охочі.
Ознайомившись із трактатом, папа Урбан VIII негайно впізнав себе в Сімплічіо (хоча насправді прототипом цього персонажа, мабуть, був Чезаре Кремоніні, який відмовлявся поглянути на небо в Галілеїв телескоп) та ініціював переслідування Галілея інквізицією. 1633 року вийшла заборона на публікацію в католицьких країнах нових творів Галілея, а «Діалог» поміщено в Індекс заборонених книг, у якому він залишався протягом 200 років (до 1835 року).
При цьому в Голландії та інших протестантських країнах продовжували друкувати латинський переклад трактату (лат. «Systema cosmicum»), який (на прохання автора) виконав 1635 року Маттіас Бернеггер .

## Огляд
Під час написання книги Галілей називав її «Діалог про припливи», а коли рукопис подали до Інквізиції на затвердження, вона мала назву «Діалог про відплив і приплив моря». Йому наказали вилучити згадку про припливи з назви та змінити передмову, оскільки затвердження такої назви виглядало би як схвалення його теорії припливів, яка спиралась на рух Землі. Унаслідок цього офіційна назва на титульній сторінці — просто «Діалог», після чого зазначено ім'я Галілея, його академічні звання та довгий підзаголовок. Назва, під якою твір відомий сьогодні, була взята друкарем із цього опису на титульній сторінці, коли 1744 року дозволили перевидання книги з узгодженою передмовою католицького теолога.
Хоча книга формально подається як зважений розгляд обох систем (що було необхідною умовою для публікації), немає сумніву, що коперніканська точка зору у ній переважає.

### Структура
Книга подана у формі серії діалогів, що тривають чотири дні, між двома філософами та мирянином:
- Сальвіаті захищає коперніканську позицію і безпосередньо викладає деякі погляди Галілея, називаючи його «Академіком» на визнання його членства в Академії дей-Лінчей. Ім'я персонажа походить від друга Галілея — Філіппо Сальвіаті (1582—1614).
- Сагредо — розумний мирянин, який спочатку нейтральний. Названий на честь іншого друга Галілея — Джованні Франческо Сагредо[en] (1571—1620).
- Симплічіо, прихильник поглядів Птолемея та Аристотеля, викладає традиційну точку зору та аргументи проти коперніканства. Його ім'я, ймовірно, походить від Симплікія з Кілікії, коментатора Аристотеля VI століття, але також підозрюють, що воно має приховану іронію, оскільки італійське слово «semplice» означає «простак»[11]. Симплічіо змодельований за образом двох консерваторів, сучасників Галілея — Лодовіко делле Коломбе[en] (бл. 1565—1616), опонента Галілея, та Чезаре Кремоніні[en] (1550—1631), професора з Падуї, який відмовився дивитися в телескоп[12]. Коломбе очолював групу флорентійських противників Галілея, яку друзі останнього жартома називали «лігою голубів»[13].

### Зміст
Обговорення не обмежується виключно астрономічними темами, а охоплює значну частину тогочасної науки. Частково це зроблено для того, щоб продемонструвати, що вважав гарною наукою сам Галілей (наприклад, розгляд праці Вільяма Гільберта про магнетизм). Інші частини важливі безпосередньо для полеміки — вони спростовують хибні аргументи проти руху Землі.
Класичним аргументом проти руху Землі була відсутність відчуття руху, адже поверхня Землі внаслідок її обертання рухається приблизно зі швидкістю 1700 км/год на екваторі. У цьому контексті Галілей наводить уявний експеримент, у якому людина перебуває під палубою на кораблі й не може визначити, чи пришвартований корабель, чи рухається рівномірно по воді: вона спостерігає, як капає вода з пляшки, плавають риби в акваріумі, літають метелики тощо — і всі ці явища відбуваються однаково незалежно від руху корабля. Це є класичним викладом поняття інерційна система відліку та спростуванням заперечення, що при русі Землі зі швидкістю сотні кілометрів на годину все, що падає, мало би відставати й зноситися на захід.
Основну частину аргументації Галілея можна поділити на три категорії:
- Спростування заперечень, висунутих традиційними філософами, наприклад, експеримент з кораблем.
- Спостереження, які несумісні з птолемеївською моделлю, як-от фази Венери, або складні для пояснення в геоцентричній моделі, як-от видимі рухи сонячних плям[14]
- Аргументи, які демонструють хибність теорії небесних сфер, яку підтримували філософи й яка вважалася доказом нерухомості Землі — наприклад, гори на Місяці, супутники Юпітера, а також сама наявність сонячних плям, — спостереження, які не передбачалися старою астрономією.

Загалом ці аргументи добре витримали перевірку часом. Те, наскільки переконливими вони мали би здаватися неупередженому читачеві у 1632 році, досі залишається предметом дискусій. Галілей також намагався навести четвертий тип аргументів:
- Пряме фізичне обґрунтування руху Землі — через пояснення припливів.

Як спроба пояснити природу припливів або довести рух Землі, ця теорія виявилася невдалою. Основний аргумент внутрішньо суперечливий і насправді призводить до висновку, що припливів не існує. Проте Галілей захоплювався цим поясненням і присвятив йому весь «четвертий день» свого діалогу. Ступінь цієї невдачі — як і майже все, що стосується Галілея — є предметом дискусій. Ейнштейн вважав, що прагнення Галілея довести рух Землі й привело його до створення хибної теорії припливів, і Галілей би сам не прийняв свої власні аргументи, якби не його темперамент.

### Пропущені теми

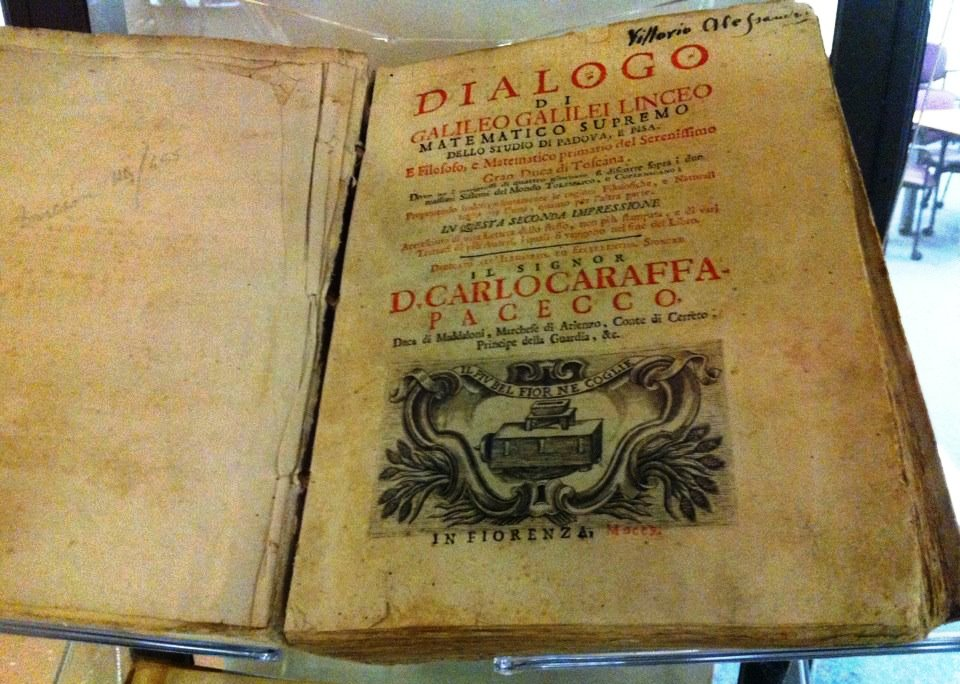
Примірник «Діалогу», флорентійське видання, з колекції рідкісних книг Том Слік у Південно-західний дослідницький інститут (штат Техас)

«Діалог» не розглядає тихонічну систему, яка на момент публікації була відносно популярною, але зрештою виявилася хибною. В цій системі планети рухаються навколо Сонця, а саме Сонце разом з планетами рухається навколо Землі. Галілей ніколи не сприймав тихонічну систему серйозно, що видно з його листування — він вважав її неповноцінним і фізично неприйнятним компромісом. Хоча системи Коперника й Тихо геометрично еквівалентні, з динамічної точки зору вони суттєво різняться. Якби теорія припливів Галілея була вірною, це слугувало б доказом руху Землі, однак без посилань на припливну теорію різниця між системами Коперника й Тихо зникала б.
Галілей також не торкається питання можливості некругових орбіт, хоча Йоганн Кеплер надіслав йому примірник своєї книги 1609 року «Нова астрономія», у якій він запропонував еліптичні орбіти й правильно розрахував орбіту Марса. Лист принца Федеріко Чезі до Галілея 1612 року вже обговорює два закони руху планет як загальновідомі.

## Зміст
«Передмова: До проникливого читача» стосується заборони «піфагорейської думки, що Земля рухається», і зазначає, що автор «обстоює коперніканську точку зору як суто математичну гіпотезу». У передмові він знайомить читача з друзями — Сагредо та Сальвіаті, з якими він вів бесіди, а також з філософом-перипатетиком Сімплічіо.

### Перший день
Сальвіаті починає з арістотелівського доказу завершеності й досконалості світу через його тривимірність. Сімплічіо зауважує, що число три шанували піфагорійці, тоді як Сальвіаті не розуміє, чому три ноги кращі за дві чи чотири. Він припускає, що ці числа були «дрібницями, які згодом поширилися серед простолюду», натомість як їхні визначення, як-от прямих ліній і прямих кутів, були кориснішими для встановлення розмірностей. Сімплічіо відповідає, що, на думку Арістотеля, у фізичних питаннях математичне доведення не завжди необхідне.
Сальвіаті критикує арістотелівське визначення небес як нетлінних і незмінних, у той час як лише зона до Місяця виявляє зміни. Він звертає увагу на зміни, що спостерігалися на небі: нові зорі 1572 року та 1604 року, а також сонячні плями, які стали видимими завдяки телескопу. Виникає обговорення використання Арістотелем доведень a priori. Сальвіаті припускає, що Арістотель, як і інші, користувався власним досвідом, добираючи аргументи, і що за сучасних умов він міг би змінити свою думку.
Сімплічіо стверджує, що сонячні плями можуть бути просто непрозорими об'єктами, які проходять перед Сонцем, але Сальвіаті звертає увагу на те, що деякі з них випадково з'являються й зникають, а ті, що на краях, мають сплющену форму, чого б не спостерігалось для окремих тіл. Тож, за його словами, «аристотелівська філософія краще скаже: „Небо змінне, бо мої чуття так підказують“, а не „Небо незмінне, бо Арістотель був переконаний у цьому логікою“». Він додає: «Ми маємо значно кращі засоби для спостереження небесних тіл, ніж Арістотель… Завдяки телескопу ми зробили небеса у тридцять або сорок разів ближчими, ніж це було можливо для Арістотеля, і можемо бачити багато такого, чого він не бачив; зокрема — ці сонячні плями, які були йому абсолютно невидимі». Експерименти з дзеркалом використовуються для доведення, що поверхня Місяця є непрозорою, а не кришталево чистою сферою, як вважає Сімплічіо. Він відмовляється визнавати, що тіні на Місяці спричинені горами, або що тьмяний контур темного боку місяця виникає через відбиття світла від Землі.
Сагредо висловлює думку, що Земля є благородною саме завдяки своїм змінам, натомість як Сімплічіо вважає, що зміни на Місяці або зорях були б марними, адже не приносять користі людині. Сальвіаті зазначає, що день на Місяці триває місяць, і попри розмаїтий рельєф, відкритий телескопом, він непридатний для життя. Люди засвоюють математичні істини повільно й поступово, натомість Бог осягає їхнє безмежжя інтуїтивно. А коли замислитись над дивовижними речами, яких досягло людство, стає очевидним, що людський розум — одне з найвеличніших творінь Бога.

### Другий день
Другий день починається з повторення думки, що Арістотель змінив би свої погляди, якби побачив те, що бачимо ми. «Саме послідовники Арістотеля наділили йому авторитетом, а не він сам узурпував чи самовільно привласнив його». Існує один головний рух — той, завдяки якому Сонце, Місяць, планети та зорі, як нам здається, рухаються зі сходу на захід, роблячи повний оберт за 24 годин. Цей рух у рівній мірі може належати або Землі, або всьому іншому Всесвіту. Арістотель і Птолемей це розуміли. Рух — це відносне явище: положення мішків із зерном на кораблі залишаються незмінними наприкінці подорожі, попри рух судна. Чому слід вірити, що природа переміщує всі ці надзвичайно великі тіла з неймовірною швидкістю, замість того, щоб просто обертати порівняно невелику Землю? Якщо виключити Землю з картини, то що станеться з рухом решти тіл?
Рух небес зі сходу на захід є протилежним до всіх інших рухів небесних тіл від заходу на схід, тож припущення про обертання Землі узгоджує його напрямок з усіма іншими. Великі орбіти планет тривають довше за менші: Сатурн і Юпітер обертаються роками, Марс — два роки, тоді як Місяць — лише один місяць. Супутники Юпітера — ще менше. Це не узгоджується з тим, що Земля робить один оберт на день, але якщо вона стоїть нерухомо, то виходить, що один оберт на день здійснює сфера зоряного неба. Враховуючи відстані, це радше займало б тисячі років. До того ж деякі зорі мали б рухатися швидше за інші: якби Полярна зоря перебувала точно на осі обертання, вона була б зовсім нерухомою, тоді як зорі поблизу екватора мали б неймовірну швидкість. Міцність цієї уявної сфери є незбагненною. Якщо припустити обертання Землі, потреба в додатковій сфері зникає.

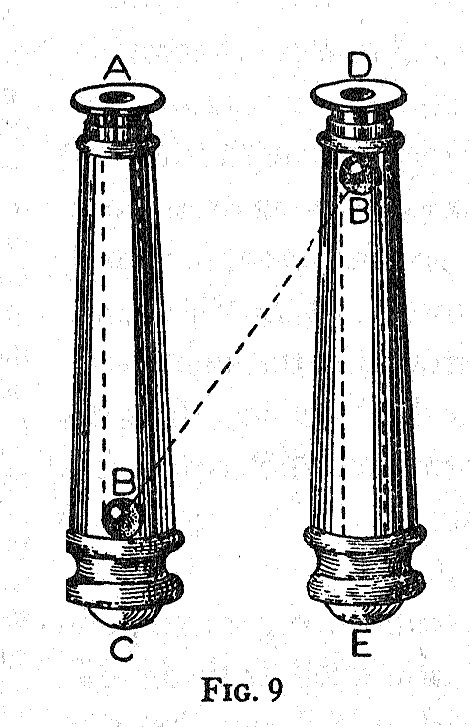
Реальна траєкторія гарматного ядра B — від C до D

Розглянуті три основні заперечення проти руху Землі: що тіло, яке падає, буде відставати від Землі та впаде далеко на захід від місця, з якого його було кинуто; що гарматне ядро, випущене на захід, пролетить значно далі, ніж випущене на схід; і що ядро, випущене вертикально вгору, теж впаде далеко на захід. Сальвіаті показує, що ці аргументи не враховують імпетус — початкового поштовху ядра з боку гармати. Він також звертає увагу на те, що спроба довести нерухомість Землі через вертикальне падіння є прикладом логічної помилки — паралогізму (припущення того, що слід довести), оскільки якщо Земля рухається, то вертикальність є лише видимою; насправді тіло падає під кутом, як це відбувається з ядром, що вилітає з гармати (див. ілюстрацію).
Далі слідує спроба спростувати працю, в якій стверджується, що кулька, що падає з Місяця, досягне Землі за шість днів. Для цього він вводить правило непарних чисел: тіло, що падає 1 на одиницю відстані за певний проміжок часу, у наступний впаде на на 3 одиниці, потім на 5, і так далі. Звідси випливає правило, за яким пройдена відстань пропорційна квадрату часу. За цим розрахунком час падіння становить трохи більше 3 годин. Також зазначено, що густина матеріалу не сильно впливає на результат: свинцева кулька може прискорюватися лише вдвічі швидше, ніж коркова. Насправді тіло, яке падає з такої висоти, не відставатиме, а випереджатиме вертикаль, оскільки обертальний рух відбувається по щораз менших колах. Те, що змушує Землю рухатися, схоже на те, що рухає Марс або Юпітер, і є тим самим, що тягне камінь донизу. Назвати це гравітацією — ще не означає пояснити, що це таке.

### Третій день
Сальвіаті починає з критики аргументів книжки проти нових зір, яку він читав уночі. На відміну від комет, ці об'єкти були нерухомими, і відсутність паралаксу легко перевірялась, отже вони не могли перебувати в підмісячній сфері. Сімплічіо висуває тепер головний аргумент проти річного руху Землі: якщо вона рухається, то більше не може бути центром світу. Арістотель наводить докази того, що Всесвіт є скінченним, обмеженим і сферичним. Сальвіаті вказує, що ці докази втрачають силу, якщо не припускати обертання Всесвіту, проте він дозволяє це припущення, щоб не множити суперечок.

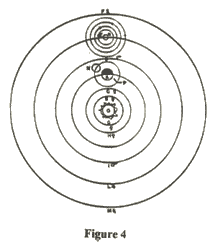
Сонячна система

Сальвіаті зазначає, що якщо щось і є центром, то це радше Сонце, а не Земля, бо всі планети перебувають то ближче, то далі від Землі — Венера й Марс до восьми разів. Він закликає Сімплічіо скласти схему планет, починаючи з Венери й Меркурія, які, як видно, обертаються навколо Сонця. Марс також мусить обертатися навколо Сонця (як і навколо Землі), оскільки його ніколи не видно як серп, на відміну від Венери, яку тепер можна побачити в телескоп; те саме стосується Юпітера і Сатурна. Земля, що знаходиться між Марсом (з періодом у 2 роки) і Венерою (з періодом 9 місяців), має період обертання в один рік, який елегантніше пояснюється рухом, ніж станом спокою.
Сагредо згадує ще два поширені заперечення. По-перше, якби Земля оберталася, то гори з часом опинилися б у такому положенні, що довелося б спускатися з них, а не підніматися. По-друге, рух був би настільки стрімким, що спостерігач на дні колодязя мав би лише мить, аби побачити зірку, що промайне вгорі. Сімплічіо розуміє, що перше не відрізняється від мандрів навколо земної кулі, як це роблять мореплавці. Хоч він і визнає, що друге твердження аналогічне уявленню про обертання небес, та все ж не розуміє цього. Сальвіаті зауважує, що перше заперечення подібне до слів тих, хто заперечує існування антиподів. А щодо другого — він заохочує Сімплічіо визначити, яку частину неба справді видно з дна колодязя.
Сальвіаті піднімає ще одну проблему: Марс і Венера не є настільки змінними, як того вимагала б теорія. Він пояснює, що видимий розмір зорі для людського ока залежить від яскравості, а тому ці розміри не є реальними. Це розв'язується використанням телескопа, який також показує серп Венери. Ще одне заперечення проти руху Землі — унікальність Місяця — було спростоване відкриттям супутників Юпітера, які з Юпітера виглядали б так само, як наш Місяць із Землі.

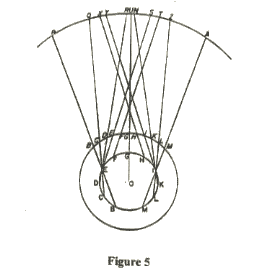
Як Коперник пояснював ретроградний рух

Копернику вдалося усунути частину нерівномірностей у русі планет, які вимагали від Птолемея складної системи великих епіциклів, щоб пояснити рухи, які то пришвидшуються, то уповільнюються або йдуть назад. Марс, що знаходиться над сферою Сонця, часто опускається далеко нижче неї, а потім підіймається вище. Ці аномалії пояснюються річним рухом Землі. Це ілюструється схемою, яка показує зміну руху Юпітера відносно орбіти Землі.
Сімплічіо дістає ще одну брошуру, в якій змішано теологічні й астрономічні міркування, але Сальвіаті відмовляється обговорювати Писання. Тоді він наводить аргумент, що зорі мають бути на неймовірній відстані, а найменші з них — більшими за всю земну орбіту. Сальвіаті пояснює, що це виникло через неправильне тлумачення слів Коперника, яке призвело до надмірної переоцінки розміру зорі шостої величини. Проте багато відомих астрономів також переоцінювали розміри зір, ігноруючи фактор яскравості. Навіть Тихо Браге, попри точні інструменти, не ставив собі за мету вимірювати розміри зір. Натомість Сальвіаті (Галілей) зміг зробити обґрунтовану оцінку, просто натягнувши шнур, аби перекрити зорю, і вимірявши відстань від ока до шнура.
Та все ж багато хто не може повірити, що зорі можуть бути такими ж великими, як Сонце, або більшими за нього. Навіщо тоді вони існують? Сальвіаті наполягає: «Зухвало з боку нашої слабкості намагатися судити про причини дій Бога і вважати все у Всесвіті марним і надлишковим лише тому, що воно не служить нам».
Чи намагався Тихо або його учні досліджувати явища, які могли б підтвердити чи спростувати рух Землі? Чи хтось із них знає, якої зміни положень слід очікувати для нерухомих зір? Сімплічіо заперечує проти визнання того, що відстань до зір надто велика, аби її можна було виявити. Сальвіаті показує, наскільки складно виявити навіть зміну відстані до Сатурна. Багато положень зір визначено неточно, і для цього потрібні значно кращі інструменти, ніж у Тихо.
Сагредо тоді просить Сальвіаті пояснити, як система Коперника пояснює пори року та зміни тривалості дня і ночі. Той робить це за допомогою схеми, яка показує положення Землі у чотири пори року. Він зазначає, наскільки простішою є ця модель у порівнянні з птолемеєвою. Проте Сімплічіо вважає, що Арістотель мудро робив, що уникаюв надміру геометрії. Він віддає перевагу арістотелевій ідеї не припускати більше одного простого руху одночасно.

### Четвертий день
Діалог відбувається в будинку Сагредо у Венеції, де припливи мають велике значення, і Сальвіаті прагне показати, як рух Землі впливає на припливи. Спершу він наголошує на трьох періодах припливів: добовий — зазвичай з інтервалами в 6 годин підйому і стільки ж спаду; місячний — очевидно зумовлений Місяцем, який посилює або послаблює ці припливи; і річний — спричиняє зміну сили припливів у часи рівнодення. Спершу він розглядає добовий рух. Спостерігаються три його варіанти: в одних місцях вода піднімається й опускається без помітного руху вперед; в інших — пересувається на схід і назад на захід без підйому чи спаду; ще в інших — поєднання обох явищ. Так відбувається у Венеції: вода прибуває з припливом і відступає з відпливом. У Мессінській протоці між Сціллою та Харибдою течії надзвичайно сильні. У відкритому Середземному морі коливання рівня води незначне, але течії добре помітні.
Сімплічіо заперечує, наводячи пояснення перипатетиків, що ґрунтуються на глибинах морів і впливі Місяця на воду — хоча це не пояснює припливів, коли Місяць знаходиться нижче горизонту. Але він визнає, що це може бути й дивом. Якщо вода у Венеції прибуває, то звідки вона надходить? У Керкірі та Дубровнику приплив незначний. З океану через Гібралтарську протоку? Це надто далеко, а течії надто повільні. Можливо, рух посудини спричиняє збурення? Згадаймо баржі, які постачають воду до Венеції. Коли вони вдаряються об перешкоду, вода спрямовується вперед; коли пришвидшуються — відступає назад. Для цих коливань не потрібно нової води — рівень у центрі залишається майже незмінним, хоча вода рухається туди й назад.
Розгляньмо точку на Землі, що піддається спільному впливу річного й добового рухів. У певний момент ці рухи підсумовуються, а за 12 годин протидіють один одному, отже відбувається почергове прискорення і сповільнення. Морські басейни зазнають таких самих коливань, як і баржа, особливо в напрямку схід—захід. Довжина баржі впливає на швидкість коливань, подібно до того, як довжина маятника впливає на його період. Глибина води теж має значення для величини коливань. Первинний ефект пояснює лише один приплив на день; для шестигодинного циклу слід звернутися до власних періодів коливань води. У деяких місцях, як-от Дарданелли чи Егейське море, ці періоди коротші й змінні. Натомість у морі з напрямком північ—південь, як-от Червоне море, припливи майже відсутні, натомість як у Мессінській протоці, яка сполучає два басейни, виникають потужні течії.
Сімплічіо запитує: якщо це пояснює рух води, то чому ті самі явища не спостерігаються у вітрах? Сальвіаті зазначає, що для повітря басейни не є такими ефективними, і воно не зберігає свого руху так, як вода. Проте ці сили все ж проявляються у вигляді постійних вітрів зі сходу на захід в океанах тропічного поясу. Виглядає так, ніби Місяць також бере участь у виникненні добових ефектів, однак ця думка здається йому неприйнятною. Рухи Місяця завдавали астрономам значних труднощів. Неможливо дати повне пояснення всім цим явищам, з огляду на нерівномірний характер морських басейнів.

## Публікації
- Перше видання трактату [Архівовано 8 березня 2022 у Wayback Machine.] (Флоренція, 1632)
- Галилео Галилей. Диалог о двух системах мира. — М.—Л. : ГИТТЛ, 1948. — С. 147.
- Тексти за темою s:it:Dialogo_sopra_i_due_massimi_sistemi_del_mondo у Вікіджерелах (італ.)